# Шубин, Георгий Иванович
Гео́ргий Ива́нович Шу́бин (28 августа 1918 хутор Новопетровское, Оренбургская губерния — 4 марта 1945, Цеханув, Польша) — участник Великой Отечественной войны, командир отделения 49-й отдельной разведывательной роты 46-й стрелковой дивизии 21-й армии 2-го Белорусского фронта, старший сержант. Полный кавалер ордена Славы.

## Биография
Родился 28 августа 1918 года в хуторе Новопетровское Оренбургского уезда Оренбургской губернии, ныне (село в составе Кугарчинского района Республики Башкортостан) в семье крестьянина. В школе учился в родном селе. В 1935 году семья переехала в село Тубинский Баймакского района БАССР, где он работал на руднике машинистом.

## Участие в Великой Отечественной войне
5 февраля 1942 года был призван на фронт.
В составе 46-й стрелковой дивизии воевал в Прибалтике и под Ленинградом. Был командиром отделения отдельной разведроты в звании старшего сержанта.
За действия при освобождении города Луги награждён орденом Славы III степени.
В Лиепайском районе около города Приекуле старший сержант Шубин участвовал в поимке и захвате пленных, возглавляя группу захвата. За это был награждён орденом Славы II степени.
При наступлении к Нареву и за рекой под командой старшего сержанта захватили в плен 17 немецких солдат и офицеров.
В д. Голотчизна группа Шубина наткнулась на 10 вражеских солдат и обратила их в бегство, преследовала и большинство уничтожило. На подступах к городу Циханув отделение старшего сержанта предотвратило взрыв моста на шоссе, уничтожило вражеских саперов. В боях за Цеханув и на его окраине отделение разведчиков уничтожило 11 противников, из них троих офицеров, захватило 8 пленных и грузовую машину с обмундированием.
Погиб 4 марта 1945 года.
Указом Президиума Верховного Совета СССР от 24 марта 1945 года старшего сержанта Шубина Георгия Ивановича наградили Орденом Славы I степени.

## Память
- В селе Мраково Кургарчинского района улице присвоено имя Шубина.
- В селе Подгорное Кургарчинского района установлен памятник.